# ラーヤと龍の王国 (サウンドトラック)
『ラーヤと龍の王国 (オリジナル・サウンドトラック)』（Raya and the Last Dragon (Original Motion Picture Soundtrack)）は、2021年のアメリカ合衆国の映画『ラーヤと龍の王国』のサウンドトラック・アルバム。音楽は、ディズニーの『トレジャー・プラネット』以来、19年ぶりのアニメ映画となるジェームズ・ニュートン・ハワードが担当した。アルバムには計24曲が収録され、2021年2月26日にウォルト・ディズニー・レコードからリリースされた。ジェネイ・アイコは、エンドクレジットに「リード・ザ・ウェイ（Lead the Way）」を作曲し、自ら歌った。

## 制作
ジェームズ・ニュートン・ハワードは、ポール・グリーングラスが監督を務める『この茫漠たる荒野で』のスコアを担当しながら、2019年11月にこのプロジェクトの音楽を担当することが決定した。ハワードは、ドン・ホールから絵コンテ、ラフアニメーション、キャラクターのスケッチを事前に渡され、「慣れてくると、音楽が上手くいっていれば、キャラクターの静止画を何枚か見て感動している自分に気づく」と語った。このスコアは南アジア特有のものではなく、インドネシアのガムランのような雰囲気もあるほか、中国からベトナムに由来する楽器も使用した。
ハワードが最初に制作したのは、メインテーマ「雨粒の向こうへ（Running on Raindrops）」である。また、5分間のプロローグは、メインテーマを伝えるだけでなく、トーンも設定しなければならなかったため、苦労した。プロローグのテーマにはバリの口琴「ゲンゴン」を使用した。また、西洋音楽では珍しいスキンドラム、ハンドドラム、ラトルなど様々な打楽器を使った。ヴォーカル・ハーモニーは、ニューヨーク在住のシンガーであるロワールが担当した。
2019年のコロナウイルス感染症流行による外出制限・封鎖により、制作が止まり、作業が遅れた。2020年10月、一時閉鎖されていたソニー・スコアリングステージが再開され、収録を開始した。しかし、密集を避けるため、オーケストラメンバーの定員は1回あたり40名と制限されており、サウンドミキシングではそれぞれのミュージシャンを2倍にして、オーケストラの楽曲を大きく聴かせることになった。ここでのサウンドミキシングはアラン・マイヤーソンが担当した。最終的なミキシングでは、ハワードのスタッフが集めたサンプルを使うこともあった。

## 封切り
本スコアは、劇場公開から1週間先駆けて、2021年2月26日にウォルト・ディズニー・レコードからリリースされた。ジェネイ・アイコが歌ったシングル「リード・ザ・ウェイ（Lead the Way）」をはじめ、ハワードの楽曲を計23曲収録した。シングルの試聴は1週間前の2月19日から開始し、ミュージックビデオは3月4日に公開した。
2021年3月2日、ディズニー・スタジオ・フィリピンは、フィリピン人歌手であるKZ・タンディンガンが、ディズニー初のフィリピン語曲「Gabay（ガイド）」を歌うと発表した。この曲は、「リード・ザ・ウェイ（Lead the Way）」のフィリピン語版で、吹き替え版のサウンドトラックに収録された。フィリピン・ディズニーのスタジオ・マーケティング責任者であるアリー・ベネディクトは、この曲について「地元のクリエイティブな才能と協力して、地元に関連した方法でストーリーを伝えるという我々のコミットメントを示すものだ」と述べた。プレスリリースでタンディンガンは、「母国語で歌えること、そしてディズニー映画で歌えることに感謝し、誇りに思う。そして、弱さや孤独を感じているときに世界を変えるために団結し、信頼するというメッセージが気に入っている」と語った。
2021年3月5日にK-POPミュージシャンのヒョジョンが歌った「リード・ザ・ウェイ（Lead the Way）」のカバーをリリースした。

## 収録曲
| #   | タイトル                                           | 作詞 | 作曲・編曲 | 時間 |
| --- | -------------------------------------------------- | ---- | ---------- | ---- |
| 1.  | 「リード・ザ・ウェイ（Lead the Way ）」            |      |            | 3:43 |
| 2.  | 「プロローグ（Prologue）」                         |      |            | 5:44 |
| 3.  | 「幼いラーヤとナマーリ（Young Raya and Namaari）」 |      |            | 3:26 |
| 4.  | 「裏切り（Betrayed）」                             |      |            | 4:34 |
| 5.  | 「最後の龍を捜して（Search for the Last Dragon）」 |      |            | 1:13 |
| 6.  | 「難破船の中へ（Into the Shipwreck）」             |      |            | 2:52 |
| 7.  | 「龍の登場（Enter the Dragon）」                   |      |            | 0:52 |
| 8.  | 「テイルからの逃走（Fleeing from Tail）」          |      |            | 1:22 |
| 9.  | 「ブーン船長（Captain Boun）」                     |      |            | 1:02 |
| 10. | 「タロンへの旅（Journey to Talon）」               |      |            | 1:19 |
| 11. | 「シスーの泳ぎ（Sisu Swims）」                     |      |            | 1:44 |
| 12. | 「龍の墓場（Dragon Graveyard）」                   |      |            | 2:53 |
| 13. | 「タロンからの脱出（Escape from Talon）」          |      |            | 3:42 |
| 14. | 「ノイとオンギたち（Noi and the Ongis）」          |      |            | 2:32 |
| 15. | 「人々でいるのは大変（Being People Is Hard）」     |      |            | 4:05 |
| 16. | 「スパインでの対決（Spine Showdown）」             |      |            | 3:26 |
| 17. | 「雨粒の向こうへ（Running on Raindrops）」         |      |            | 2:11 |
| 18. | 「襲撃の計画（Plans of Attack）」                  |      |            | 1:15 |
| 19. | 「きょうだいたち（Brothers and Sisters）」         |      |            | 3:58 |
| 20. | 「対面（The Meeting）」                            |      |            | 3:19 |
| 21. | 「ストーミング・ファング（Storming Fang）」        |      |            | 4:09 |
| 22. | 「迫るドルーン（The Druun Close In）」             |      |            | 2:58 |
| 23. | 「復活（Return）」                                 |      |            | 4:58 |
| 24. | 「新しい世界（The New World）」                    |      |            | 2:35 |

## スタッフ
スタッフはAllmusicから引用。
- プロデューサー: ジュリアン＝クアン＝ベト・レ
- プロデューサー: ザンダー・ロジンスキー
- プロデューサー、プログラミング: フィシュタッフス
- プロデューサー、プログラミング: ジェームズ・ニュートン・ハワード
- プログラミング: ジョン・アシャリュー
- プログラミング: マイケル・ディーン・パースンズ
- プログラミング: トビン・プガッシュ
- ボーカル: イソベル・アンソニー
- ボーカル: ロワール・コトラー
- ボーカル: サムドゥ・ジャヤティラカ
- コーラス: マリアンナ・メンニッティ
- コーラス: ガブリエラ・スカリス
- オーケストラリーダー: ブルース・デュコフ
- 木管楽器: ペドロ・ユスターシュ
- クワイヤ: ロンドン・ボイス
- レコーディング: ジョナサン・アレン
- レコーディング: ショーン・マーフィー
- 編集: デイビッド・チャニング
- 編集: ケンドール・デマレスト
- 編集: アール・ガファリ
- 編集: トミー・ホームズ
- 編集: デビッド・オルソン
- 編集: ベンジャミン・ロビンソン
- 編集: ジム・ワイドマン
- ミキシング: アラン・メイヤーソン
- ミキシング、レコーディング: グレッグ・ロミニエッキ
- サウンド・エンジニア: ジョン・トラウンウィザー

## 批評
『ザノバール・レビュー』は10点中6点をつけ、「本作は興味をそそり、時には息をのむようなオーケストラスタイルで構成されているが、メインテーマ以外はほとんど内容がない、期待はずれの作品である」と評価した。音楽評論家のアレックス・ライフは、「映画そのものと同じくらい変化に富んだ傑作」と評価した。『ムービーウェーブ』のジェームズ・サウザーは「『マレフィセント』ほど一貫してフルボディーではないが、それ以来、ハワードの最も面白い作品になったと思う。このアルバムは音楽をよく表現しているわけではないが、中盤を少し削ればもっと良く聴けるかもしれない。しかし、テーマと刺激的なアクションがあり、冒頭で述べたように、期待させるようなものではない。これは、ジェームズ・ニュートン・ハワードのように定評のあるAリストの映画作曲家のメジャーなスコアについてあまり言えることではない。ポジティブでエンターテインメント性の高いスコアで、笑顔がこぼれるような作品だ」と評価した。
ジョナサン・ブロクストンは、「『マレフィセント』や『ファンタスティック・ビースト』シリーズのような高みには到底届かないが、心や温かさ、たくさんのエネルギー、神秘主義、感情、パワー、広がりを持つスコアであり、合成と音響を興味深く、適切な方法で融合させ、映画の世界の精神を捉えている」と評価した。『サウンドトラック・ワールド』のアントン・スミットは、「よく聴くと、美しいメインテーマや情緒的な大編成の曲など、隠れた名曲がたくさんある」と評価した。『Filmtracks.com』は、「作曲者の折衷的で世俗的な楽器の寄せ集めを除けば、このスコアのミックスはおそらく最大の欠点であり、そのサウンドスケープはオーケストラ部分が小さく聞こえ、シンセティック部分が鼻を突く。芸術的なリスクは確かにあったが、リスナーへの報いは短いのがもどかしい」と評価した。

## チャート
- 全英アルバムチャート（OCC（英語版）） - 44位[20]

## 認定
| 受賞年 | 賞                       | カテゴリー                 | 受賞者 | 結果       | 脚注   |
| ------ | ------------------------ | -------------------------- | --- | ---------- | ------ |
| 2021年 | BMIフィルム＆TVアワード  | 劇場公開作品               | ジェームズ・ニュートン・ハワード | 受賞       | [ 21 ] |
| 2022年 | アニー賞                 | 長編作品音楽賞             | ジェームズ・ニュートン・ハワード、ジェネイ・アイコ | ノミネート | [ 22 ] |
| 2022年 | 映画オーディオ協会賞     | アニメ映画音響ミキシング賞 | ポール・マクグラス（オリジナル・ダイアログミキサー）、デヴィッド・E・フルア、ガブリエル・ガイ（再録音ミキサー）、アラン・マイヤーソン（スコアリング・ミキサー）、ドク・カーン（アドル・ミキサー）、スコット・カーティス（フォーリー・ミキサー）              | ノミネート | [ 23 ] |
| 2022年 | 国際映画音楽批評家協会賞 | 作曲家賞                   | ジェームズ・ニュートン・ハワード | 受賞       | [ 24 ] |
| 2022年 | 国際映画音楽批評家協会賞 | アニメ映画作曲賞           | ジェームズ・ニュートン・ハワード | 受賞       | [ 24 ] |
| 2022年 | 映画音響編集者賞         | 長編アニメ音響編集賞       | シャノン ミルズ、ブラッド セメノフ MPSE、ニア・ハンセン、サムソン・ネスランド、デビッド・C・ヒューズ、キャメロン・バーカー、クリス・フレイジャー、スティーブ・オーランド、ジョン・ローシュMPSE、シェリー・ローデンMPSE、ジム・ワイドマン、デビッド・オルソン | 受賞       | [ 25 ] |